# يعرب بن بلعرب اليعربي
يعرب بن بلعرب بن سلطان بن سيف بن مالك اليعربي، سابع أئمة دولة اليعاربة تولى الإمامة لمدة سنة واحدة (1721-1722) بعد خروجه على مهنا بن سلطان.

## أعماله
خرج على الإمام مهنا بن سلطان سنة 1132 هـ وقتله، وأقام سنة بحكم البلاد باسم سيف بن سلطان المتوفى سنة 1155 هـ، ثم دعا يعرب إلى إمامة نفسه، وتاب من بغيه على مهنا، فبويع سنة 1134هـ وأقام بنزوى، فنشبت الثورة في البلاد، وخرجت الرستاق وسيت ومسكد (مسقط) ونخل وسمائل عن طاعته. وضعف أمره، فخلع وطلب الإقامة في حصن جبرين فأجيب إلى طلبه، فلم يلبث أن دخل نزوى وتحصن فيها وناصره بعض الأمراء، فاستمر إلى أن توفي بنزوى سنة 1135 هـ / 1723م.